# شیشه کریستال
شیشه کریستال یا شیشه سرب‌دار (به انگلیسی: Lead Glass) یکی از انواع شیشه‌های سیلیکاتی است که در ترکیب خود حاوی اکسید سرب است. این نوع شیشه، دارای ظاهری درخشنده و شبیه به کریستال‌های کوارتز است و به نظر می‌رسد علت نامگذاری آن نیز همین شباهت باشد.

## ترکیب
شیشه‌های حاوی بیش از ۲۴ درصد وزنی اکسید سرب، شیشه کریستال نامیده می‌شوند. اما شیشه‌های کریستال معمولاً حاوی ۲۴ تا ۳۲ درصد وزنی اکسید سرب هستند. اگر اکسید سرب کمتر از ۲۴ درصد وزنی باشد کریستال به حساب نمی آید و جزو شیشه آلات طبقه بندی میشود دیگر جزء اصلی شیشه‌های کریستال، SiO2 است. همچنین از اکسید سدیم و اکسید پتاسیم نیز در ترکیب شیشه‌های کریستال استفاده می‌شود.

## ویژگی‌ها
وجود سرب در شیشه کریستال باعث افزایش ضریب شکست نور در این نوع شیشه‌ها می‌شود و در نتیجه شیشه‌های کریستال دارای درخشندگی و تلالو هستند. این شیشه‌ها همچنین سختی کمی دارند و امکان تراشکاری این شیشه‌ها وجود دارد؛ بنابراین ظروف تزیینی موسوم به ظروف کریستال از این جنس ساخته می‌شوند. همچنین از آنجا که سرب، عنصری با جرم اتمی بالاست، لذا چگالی شیشه‌های حاوی سرب نسبت به سایر انواع شیشه‌ها بالاتر است. شیشه‌های کریستال همچنین دارای مدول الاستیسیته کمی هستند و در نتیجه در اثر ضربه، صدایی زنگ‌دار ایجاد می‌کنند.

## مسائل زیست‌محیطی
در ترکیب شیشه‌های کریستال از اکسید سرب استفاده می‌شود که ماده‌ای سمی است. مقدار قابل توجهی از این ماده در فرایند تولید شیشه کریستال تبخیر می‌شود که از نظر زیست‌محیطی دارای آثار نامطلوب خواهد بود؛ بنابراین استفاده از این اکسید در تولید شیشه کریستال در برخی از کشورها ممنوع شده‌است و تولیدکنندگان تلاش می‌کنند مواد دیگری نظیر اکسید باریم یا اکسید روی را جایگزین نمایند.

## انواع کریستال
قاعده مرسوم این است که محتوای بیشتر اکسید سرب در کریستال باعث شکست نور بهتر می شود، لذا بر اساس میزان اکسید سرب سه نوع کریستال وجود دارد:
1. کریستالین با حدودا ۶ تا ۱۰ درصد اکسید سرب. البته در امریکا هر شیشه ی شفاف با هر مقدار اکسید سرب را کریستال می نامند.
2. نیمه سرب با حدود ۲۴ تا ۳۰ درصد اکسید سرب.
3. کریستال پر سرب با مقدار سرب بیش از ۳۰ درصد.

همین طور بر اساس هنر ساخت، سه نوع کریستال وجود دارد :
۱. تراش خورده با ماشین.
۲. تراش خورده با دست.
۳. دست ساز. 